# G4 (hunebed)
Hunebed G4 is de naam die wordt gegeven aan een vermoedelijk hunebed in de Nederlandse provincie Groningen. Het zou ten zuidwesten van Onnen hebben gelegen, ten noordwesten van een bocht in de Onneresweg. Een onderzoek naar het hunebed in 2012 leverde geen duidelijke resultaten op, maar versterkte wel het vermoeden dat er een hunebed is geweest op of ergens nabij deze plek.

## Geschiedenis
De aanwezigheid van een hunebed wordt vermoed op basis van het voorkomen van diverse toponiemen die vaker met hunebedden in verband zijn gebracht, zoals de veldnaam Steenbergerveen ten zuiden van deze plek en de naam Steenakker nabij de plek. Ook ligt er 50 meter ten westen van de plek de pingoruïne (of doodijsgat) 'Ezinga’s bosje', die als mogelijke herkomstplek van de stenen wordt aangewezen. Daarnaast is er de vermelding van Ludolph Smids in zijn werk 'Schatkamer der Nederlandsche oudheden' uit 1711 waarin onder Onnen een hunebed 'van gemeenen trant' wordt genoemd. Hoewel deze plek door Smids ook kan zijn verwisseld met het hunebed G1 Noordlaren, dat niet wordt genoemd, heeft het onderzoekers vanaf de 20e eeuw geprikkeld om op zoek te gaan naar een mogelijk vroeger hunebed bij Onnen. Van Giffen gaf het vermoedde hunebed bij Onnen in de jaren 1920 alvast de voorlopige naam 'G1a'. 
Op 14 december 1966 vond (student) amateurarcheoloog Jan Evert Musch, die kort daarvoor ook de locaties van de vroegere hunebedden G2 en G3 bij Glimmen had ontdekt, in een veld op de Onneres sporen van granietgruis. Op 7 maart 1968 bezocht hij het veld opnieuw. De plek was toen net geploegd en beter zichtbaar. Hij trof toen nog meer granietgruis aan en ook enkele artefacten: Volgens hem betroffen dit een transversale pijlspits, een splinter van een vuurstenen bijl en nog enkele scherven, die door Bakker aan de trechterbekercultuur zijn toegeschreven. De aanname dat het ook om een voormalige steenkist kan gaan is door Bakker van de hand gewezen: De vondst van artefacten uit verschillende periodes wijst op een langere periode van begraven hetgeen meer pleit voor een hunebed. Daarbij zijn steenkisten ook zeldzamer dan hunebedden.
Nadat Musch in 1977 in conflict kwam met het Groningse archeologische instituut BAI omdat hij Vermaning had verdedigd, wilde hij niets meer met het instituut te maken hebben. Archeoloog Henny Groenendijk probeerde in 1984 tevergeefs toestemming te krijgen voor een opgraving omdat de toenmalige eigenaar eerst toestemming wilde hebben om zelf ook een stuk zand te mogen afgraven: zijn vader was dit (waarschijnlijk in de jaren 1950) namelijk geweigerd door de toenmalige autoriteiten. 
In 2011 had het stuk grond echter een nieuwe eigenaar gekregen die wel benieuwd was naar de aanwezigheid van het hunebed. Dat jaar werd met behulp van een bodemradar de plek onderzocht, waarbij een depressie van ongeveer 6 bij 11 meter werd gevonden. Een opgraving in 2012 leverde echter geen duidelijke vondsten op. De depressie bleek een natuurlijke depressie, die in de middeleeuwen werd gevuld door menselijk handelen, al is onzeker wat er daarvoor mee gebeurde: De vroegere aanwezigheid van een hunebed kon niet worden uitgesloten. Bij een groot aantal boringen rond de plek in 2014 werden wel veel sporen van steengruis gevonden, wat het vermoeden versterkt dat er wel degelijk een hunebed moet zijn geweest op of nabij deze plek. Vermoed wordt dat het hunebed in de Vroegmoderne Tijd is gesloopt.

## Sloop van het hunebed
Als er een hunebed is geweest en dit het hunebed is waarnaar Smids in 1711 verwees, moet deze zijn verwoest voor het einde van de 18e eeuw, daar deze niet voorkomt op de Hottingerkaart uit 1792-94. In een overzicht van landerijen onder Onnen uit 1635 wordt gesproken over een 'Een acker, die steenbarch genoemt', hetgeen op het bestaan van het hunebed lijkt te wijzen, maar niet of deze er toen nog was. In documenten uit 1766 en 1768 wordt gesproken over steengraverij in het OnnerVelt of Onner Zuidervelt. Het is echter onduidelijk of dit op deze plek slaat, al lijkt het er wel op dat er toen al geen hunebed meer was.